# Solo per me
Solo per me (À mon seul désir) è un film del 2023 diretto da Lucie Borleteau.

## Trama
Una giovane donna entra un giorno in un club di striptease. In questo posto vorrebbe solo trovare un posto in cui l'amore non possa raggiungerla, in cui le cose si chiamano con il loro nome e dove lei possa usare a suo piacimento il proprio corpo.

## Distribuzione
Il film è uscito nelle sale cinematografiche francesi il 5 aprile 2023, e in quelle italiane il 21 marzo 2024.